# 奄美大島信用金庫
奄美大島信用金庫（あまみおおしましんようきんこ）は、鹿児島県奄美市に本店を置く信用金庫。
略称は「あましん」。奄美群島の各島に支店網を有している。

## 沿革
- 1934年（昭和 9年）8月 - 名瀬町信用組合として設立
- 1954年（昭和29年）7月 - 信用金庫法に基づき、「奄美大島信用金庫」となる